# Haider al-Abadi
Haider al-Abadi (Arabisch: حيدر العبادي) (Bagdad, 25 april 1952) is een Iraaks politicus. Tussen 2014 en 2018 was hij de premier van Irak. Al-Abadi is een sjiiet.

## Ballingschap
Nadat hij zijn studie aan de Universiteit van Manchester had afgerond, bleef hij in het Verenigd Koninkrijk om tijdens de regeerperiode van Saddam Hoessein vrijwillig in ballingschap in Londen te leven. Hij werd in 1967 lid van de Islamitische Dawapartij en werd later een van de leiders van de partij. Tevens werd hij in 1979 lid van het uitvoerend orgaan van de partij. Het regime van Hoessein vermoordde twee van zijn broers en sloot een andere broer in de gevangenis op.

## Terugkeer naar Irak
In 2005 werd hij adviseur van de premier en tevens lid van het parlement. In 2010 werd hij herverkozen. In 2006 en 2010 werd zijn naam genoemd als eventuele premierskandidaat.
Op 24 juli 2014 werd Fuad Masum de nieuwe president van Irak. Hij wees al-Abadi aan om een nieuwe regering te vormen. Zittend premier Nouri Maliki weigerde echter om af te treden en stelde dat de president buiten de grondwet handelde. Uiteindelijk maakte Maliki op 14 augustus 2014 bekend alsnog af te treden om plaats te maken voor al-Abadi. Op 8 september 2014 stemde het Iraakse parlement in met deze nieuwe regering, en werd al-Abadi beëdigd als de nieuwe premier van Irak. Hij bleef aan tot 25 oktober 2018, toen hij werd opgevolgd door Adil Abdul-Mahdi.
- Gemeinsame Normdatei: 1116060396
- Library of Congress Control Number: n2022032769
- Nationale Bibliotheek van Israël: 987012859049905171
- Nederlandse Thesaurus van Auteursnamen: 371637139
- Virtual International Authority File: 20147663015660551722
- WorldCat: E39PBJvRRY6gdhB4K76xgRKjmd